# 赵朴 (外交官)
赵朴（Guy Saint-Jacques），曾任加拿大驻中华人民共和国大使。

## 生平
获蒙特利尔大学地质学学士学位，拉瓦尔大学土地规划和地区发展硕士学位。1977年进入加拿大外交部工作，曾被派驻北京、香港、金沙萨、华盛顿和伦敦。2012年10月至2016年10月任加拿大驻中华人民共和国大使。